# Irene Khan
Irene Zubaida Khan (Daca, Bangladés, 24 de diciembre de 1956) es una abogada bangladesí. Hasta finales de 2009 fue la séptima secretaria general de la organización para la defensa de los derechos humanos Amnistía Internacional.

## Carrera
Irene estudió derecho en la Universidad de Mánchester y en la Facultad de Derecho de Harvard, se especializó en derecho internacional público y en derechos humanos. Ha recibido varios premios académicos, un título de la Fundación Ford, el Premio Pilkington 2002 a la Mujer del Año y el premio por la paz Sídney 2006 (Sydney Peace Prize).
En 1977 ayudó a fundar la organización para el desarrollo Concern Universal, y en 1979 comenzó su labor como activista de derechos humanos en la Comisión Internacional de Juristas.
Irene se incorporó al Alto Comisionado de las Naciones Unidas para los Refugiados (ACNUR) en 1980 donde ocupó diversos puestos en la oficina central y en operaciones sobre el terreno para promover la protección internacional de los refugiados. Entre 1991 y 1995, fue primera responsable ejecutiva de Sadako Ogata, alta comisionada de la ONU para los Refugiados. Fue nombrada jefa de misión del ACNUR en la India en 1995, siendo la representante de país del ACNUR más joven en aquel momento, y en 1998 dirigió el Centro de Investigación y Documentación del ACNUR. Encabezó el equipo del ACNUR en la ex República Yugoslava de Macedonia durante la crisis de Kosovo en 1999, y ese mismo año fue nombrada directora adjunta de Protección Internacional.
En agosto de 2020 fue nombrada relatora especial de Naciones Unidas para la Protección del Derecho a la Libertad de Expresión.

## Su paso por la ONG Amnistía Internacional
Se incorporó al cargo de secretaria general de Amnistía Internacional (AI) en agosto de 2001, siendo la primera mujer, musulmana-asiática que asume la secretaría general de ese organismo. En diciembre de 2009 abandonaría el puesto de secretaria general, siendo sustituida por Salil Shetty, nacido en la India. Khan llegaría a un acuerdo confidencial con Amnistía Internacional, Limited, pactándose un finiquito de 533 000 libras (al cambio, 632 000 euros u 866 500 dólares). Lo llamativo del acuerdo es que contempla que ninguna de las partes puede hacer más comentarios al respecto, por lo que se desconoce el concepto y la causa de la retribución.